# Steven Goertzen
Steven Goertzen (* 26. Mai 1984 in Stony Plain, Alberta) ist ein ehemaliger kanadischer Eishockeyspieler und -trainer sowie derzeitiger -funktionär, der im Verlauf seiner aktiven Karriere zwischen 2001 und 2015 unter anderem 461 Spiele in der American Hockey League (AHL) auf der Position des Centers bestritten hat. Darüber hinaus absolvierte Goertzen weitere 68 Partien für die Columbus Blue Jackets, Phoenix Coyotes und Carolina Hurricanes in der National Hockey League (NHL). Seit 2018 ist er als Director of Player Development bei den Seattle Thunderbirds aus der Western Hockey League (WHL) angestellt.

## Karriere
Steven Goertzen begann seine Karriere als Eishockeyspieler bei den Seattle Thunderbirds, für die er von 2001 bis 2004 in der Western Hockey League (WHL) aktiv war. In dieser Zeit wurde er im NHL Entry Draft 2002 in der siebten Runde als insgesamt 225. Spieler von den Columbus Blue Jackets aus der National Hockey League (NHL) ausgewählt.
Gegen Ende der Saison 2003/04 stand Goertzen erstmals für die Syracuse Crunch, das Farmteam der Blue Jackets aus der American Hockey League (AHL), auf dem Eis, für das er auch während des Lockouts in der NHL-Saison 2004/05 spielte. In seiner ersten Spielzeit in der NHL kam Goertzen im Spieljahr 2005/06 auf 39 Einsätze für Columbus, wo er sich allerdings nicht durchsetzen konnte. Nach nur weiteren sieben Einsätzen für die Blue Jackets wurde der Kanadier am 28. Februar 2008 im Tausch für Nate DiCasmirro an die Phoenix Coyotes abgegeben. Dort spielte er ebenfalls hauptsächlich in der AHL – in diesem Fall beim Kooperationspartner San Antonio Rampage. Für die Coyotes selbst bestritt der Stürmer während seiner zwei Jahre in der Organisation lediglich 16 Partien. Zur Saison 2009/10 schloss sich Goertzen als Free Agent für ein Jahr den Carolina Hurricanes an, kam aber auch dort nicht über die Reservistenrolle hinaus. Neben sechs Einsätzen für Carolina in der NHL spielte er größtenteils für die Albany River Rats in der AHL. Vor dem Beginn der Spielzeit 2010/11 fand der Kanadier zunächst keinen neuen Arbeitgeber und konnte sich erst über ein Probetraining bei den Springfield Falcons aus der AHL für einen Jahresvertrag empfehlen.
Im Sommer 2011 verließ der Offensivspieler schließlich den nordamerikanischen Kontinent und wechselte nach Europa. Dort verbrachte er die Saison 2011/12 beim BK Mladá Boleslav in der tschechischen Extraliga. Er verließ den Klub, der in dieser Spielzeit aus dem tschechischen Eishockey-Oberhaus abgestiegen war, aber bereits nach nur einem Jahr wieder. Mit fünf Scorerpunkten in 62 Spielen war die Saison für Goertzen ebenso schlecht verlaufen wie für den gesamten Verein. Er schloss sich daher im Juli 2012 den Sheffield Steelers aus der britischen Elite Ice Hockey League (EIHL) an. Dort verbrachte er zwei Spielzeiten, die mit dem Playoff-Gewinn im Frühjahr 2014 einen versöhnlichen Abschluss fanden. Während des letzten Jahrs in Sheffield hatte er das Team sogar kurzzeitig als Interimstrainer betreut. Zur Saison 2014/15 wechselte Goertzen innerhalb der EIHL zu den Coventry Blaze, mit denen er den Playoff-Gewinn des Vorjahres wiederholte und im Saisonverlauf ebenso als Interimslösung eingesetzt wurde. Nach der Saison beendete der 31-Jährige seine aktive Karriere.
Goertzen kehrte anschließend in seine kanadische Heimat zurück und wurde – nach einer kurzen Auszeit – im Sommer 2018 von seinem Juniorenteam Seattle Thunderbirds aus der WHL als Director of Player Development angestellt.

## Erfolge und Auszeichnungen
- 2014 EIHL-Playoffgewinn mit den Sheffield Steelers
- 2015 EIHL-Playoffgewinn mit den Coventry Blaze

## Karrierestatistik
(Legende zur Spielerstatistik: Sp oder GP = absolvierte Spiele; T oder G = erzielte Tore; V oder A = erzielte Assists; Pkt oder Pts = erzielte Scorerpunkte; SM oder PIM = erhaltene Strafminuten; +/− = Plus/Minus-Bilanz; PP = erzielte Überzahltore; SH = erzielte Unterzahltore; GW = erzielte Siegtore; 1 Play-downs/Relegation; Kursiv: Statistik nicht vollständig)